# Sportåret 1892

## Händelser

### Bandy
- 21 februari - Den första bandymatchen i Nederländerna spelas mellan Amsterdamsche H&BC och ett Haarlemlag.[1]

### Baseboll
- 24 oktober - Boston Beaneaters vinner National League efter att ha vunnit den avgörande matchserien med 5-0 i matcher (dessutom slutade en match oavgjord) över Cleveland Spiders.[2]

### Basket
- 15 januari - James Naismith publicerar basketreglerna i Triangle Magazine.[3]
- 11 mars - Den första offentliga basketmatchen spelas i Springfield, Massachusetts.[3]

### Boxning
- 7 september — James J. Corbett vinner världsmästartiteln i tungviktsboxning med seger på KO i 21:a ronden mot John L. Sullivan i New Orleans, Louisiana, USA. Sullivan förlorar på Corbetts kombination av svårfångade fotarbete och snabba slag. Corbett behåller titeln fram till 1897.[4]

Världsmästare
- Världsmästare i tungvikt – John L. Sullivan → James J. Corbett
- Världsmästare i mellanvikt – Bob Fitzsimmons
- Världsmästare i weltervikt – vakant → "Mysterious" Billy Smith
- Världsmästare i lättvikt – Jack McAuliffe
- Världsmästare i fjärdervikt – George Dixon

### Cricket
- 16 december —  Sheffield Shield mellan New South Wales och Sydafrika börjar spelas.[3]

### Cykel
- Okänt datum - Cykelloppet Liège-Bastogne-Liège körs för första gången.

### Fotboll
- 14 maj - Fotbollsklubben Vitesse 1892 bildas i Arnhem.

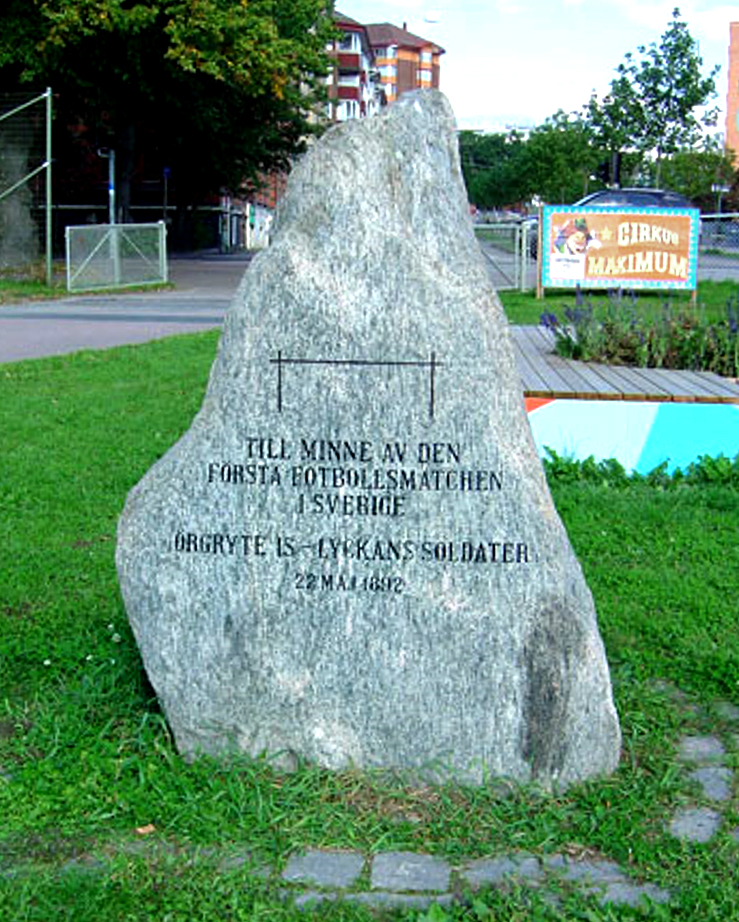
Örgryte IS slår IS Lyckans Soldater i första fotbollsmatchen med moderna regler mellan två svenska lag.

- 22 maj - Den första fotbollsmatchen i Sverige spelas på Heden i Göteborg mellan Örgryte IS och IS Lyckans Soldater. Resultatet blir 1-0 till Örgryte IS.[6]
- Okänt datum - Den första dokumenterade fotbollsmatchen mellan kvinnor äger rum i Glasgow i Skottland, Storbritannien.

### Hästsport
- 11 maj - Vid 18:e Kentucky Derby vinner Lonnie Clayton på Azra med tiden 2.41.5.[3]

### Rugby union
- 22 februari - Manitoba Rugby Football Union grundas.

### Skridskosport
- Juli - ISU bildas i Scheveningen, Nederländerna.[7]

## Födda
- 21 december - Walter Hagen, amerikansk golfspelare.

## Avlidna
- 11 december - Nancy Edberg, 60, svensk simmare och idrottstränare.

### Fotnoter
1. ↑  ”Netherlands” (på engelska). Bandytipset. https://www.oocities.org/~bandytips/English/Netherlands.html. Läst 2 september 2011.
2. ↑  ”Charlton's Baseball Chronology - 1892” (på engelska). Charlton's Baseball Chronology. Arkiverad från originalet den 30 oktober 2013. https://web.archive.org/web/20131030092004/http://www.baseballlibrary.com/chronology/byyear.php?year=1892. Läst 19 juli 2015.
3. 1 2 3 4  ”Chronology of Sports”. Arkiverad från originalet den 4 oktober 2011. https://web.archive.org/web/20111004143035/http://worldtimeline.info/sports/spor1890.htm. Läst 19 juli 2011.
4. ↑  Cyber Boxing Zone – James J Corbett. läst 14 november 2009.
5. ↑  ”Cyber Boxing Zone”. Arkiverad från originalet den 20 juni 2009. https://www.webcitation.org/5hg1si20f?url=http://www.cyberboxingzone.com/boxing/pastchp.htm. Läst 20 juni 2009.
6. ↑  ”Populär historia”. Arkiverad från originalet den 20 augusti 2010. https://web.archive.org/web/20100820071655/http://www.popularhistoria.se/o.o.i.s/454. Läst 16 mars 2011.
7. ↑  ”ISU”. Arkiverad från originalet den 4 oktober 2011. https://web.archive.org/web/20111004001844/http://www.sportcentric.com/vsite/vcontent/page/custom/0%2C8510%2C4844-130844-132152-20256-74409-custom-item%2C00.html. Läst 18 juni 2011.